# Tour du Pays basque 2007
La 47e édition du Tour du Pays basque a eu lieu du 9 au 14 avril 2007. La course est la cinquième épreuve de l'UCI ProTour 2007. La victoire finale est revenue à l'Espagnol Juan José Cobo, vainqueur de deux étapes.

## Résultats des étapes
| Étape     | Date     | Villes étapes                | Distance (km) | Vainqueur d'étape | Leader du classement général |
| 1re étape | 9 avril  | Urretxu - Urretxu            | 139           | Juan José Cobo    | Juan José Cobo               |
| 2e étape  | 10 avril | Urretxu - Karrantza          | 191,5         | Manuel Beltrán    | Juan José Cobo               |
| 3e étape  | 11 avril | Karrantza - Vitoria-Gasteiz  | 173,5         | Ángel Vicioso     | Ángel Vicioso                |
| 4e étape  | 12 avril | Vitoria-Gasteiz - Lekunberri | 176           | Jens Voigt        | Ángel Vicioso                |
| 5e étape  | 13 avril | Lekunberri - Oiartzun        | 169           | Juan José Cobo    | Juan José Cobo               |
| 6e étape  | 14 avril | Oiartzun - Oiartzun          | 14 (clm)      | Samuel Sánchez    | Juan José Cobo               |

## Classement général
| #  | Cycliste           | Équipe               | Temps            | Points ProTour |
| -- | ------------------ | -------------------- | ---------------- | -------------- |
| 1  | Juan José Cobo     | Saunier Duval-Prodir | 21 h 56 min 38 s | 50             |
| 2  | Ángel Vicioso      | Relax-GAM            | + 37 s           | -              |
| 3  | Samuel Sánchez     | Euskaltel-Euskadi    | + 1 min 16 s     | 35             |
| 4  | Damiano Cunego     | Lampre-Fondital      | + 2 min 26 s     | 30             |
| 5  | Alejandro Valverde | Caisse d'Épargne     | + 2 min 42 s     | 25             |
| 6  | Davide Rebellin    | Gerolsteiner         | + 2 min 50 s     | 20             |
| 7  | Tadej Valjavec     | Lampre-Fondital      | + 2 min 57 s     | 15             |
| 8  | Fränk Schleck      | CSC                  | + 3 min 13 s     | 10             |
| 9  | Joaquim Rodríguez  | Caisse d'Épargne     | + 3 min 21 s     | 5              |
| 10 | Koldo Gil          | Saunier Duval-Prodir | + 3 min 41 s     | 2              |

## Les étapes

### 1reétape
| Résultat de l'étape | Résultat de l'étape        | Résultat de l'étape | Résultat de l'étape |
| #                   | Cycliste                   | Pays                | Temps               |
| ------------------- | -------------------------- | ------------------- | ------------------- |
| 1                   | Juan José Cobo             | Espagne             | en 3 h 43 min 05 s  |
| 2                   | Constantino Zaballa        | Espagne             | + 10 s              |
| 3                   | Óscar Sevilla              | Espagne             | + 11 s              |
| 4                   | José Angel Gómez Marchante | Espagne             | + 13 s              |
| 5                   | Tadej Valjavec             | Slovénie            | + 15 s              |
| 6                   | Alejandro Valverde         | Espagne             | + 17 s              |
| 7                   | Koldo Gil                  | Espagne             | m.t.                |
| 8                   | Joaquim Rodríguez          | Espagne             | m.t.                |
| 9                   | Davide Rebellin            | Italie              | m.t.                |
| 10                  | Fränk Schleck              | Luxembourg          | + 19 s              |

| Classement général | Classement général         | Classement général | Classement général |
| #                  | Cycliste                   | Pays               | Temps              |
| ------------------ | -------------------------- | ------------------ | ------------------ |
| 1                  | Juan José Cobo             | Espagne            | en 3 h 43 min 05 s |
| 2                  | Constantino Zaballa        | Espagne            | + 10 s             |
| 3                  | Óscar Sevilla              | Espagne            | + 11 s             |
| 4                  | José Angel Gómez Marchante | Espagne            | + 13 s             |
| 5                  | Tadej Valjavec             | Slovénie           | + 15 s             |
| 6                  | Alejandro Valverde         | Espagne            | + 17 s             |
| 7                  | Koldo Gil                  | Espagne            | m.t.               |
| 8                  | Joaquim Rodríguez          | Espagne            | m.t.               |
| 9                  | Davide Rebellin            | Italie             | m.t.               |
| 10                 | Fränk Schleck              | Luxembourg         | + 19 s             |

### 2eétape
| Résultat de l'étape | Résultat de l'étape        | Résultat de l'étape | Résultat de l'étape |
| #                   | Cycliste                   | Pays                | Temps               |
| ------------------- | -------------------------- | ------------------- | ------------------- |
| 1                   | Manuel Beltrán             | Espagne             | en 4 h 51 min 55 s  |
| 2                   | José Antonio Redondo       | Espagne             | + 15 s              |
| 3                   | José Angel Gómez Marchante | Espagne             | + 19 s              |
| 4                   | Samuel Sánchez             | Espagne             | + 24 s              |
| 5                   | Koldo Gil                  | Espagne             | m.t.                |
| 6                   | Ángel Vicioso              | Espagne             | m.t.                |
| 7                   | Juan José Cobo             | Espagne             | + 26 s              |
| 8                   | Fränk Schleck              | Luxembourg          | m.t.                |
| 9                   | Tadej Valjavec             | Slovénie            | m.t.                |
| 10                  | Davide Rebellin            | Italie              | m.t.                |

| Classement général | Classement général         | Classement général | Classement général |
| #                  | Cycliste                   | Pays               | Temps              |
| ------------------ | -------------------------- | ------------------ | ------------------ |
| 1                  | Juan José Cobo             | Espagne            | en 8 h 35 min 26 s |
| 2                  | José Angel Gómez Marchante | Espagne            | + 6 s              |
| 3                  | Manuel Beltrán             | Espagne            | m.t.               |
| 4                  | Koldo Gil                  | Espagne            | + 15 s             |
| 5                  | Tadej Valjavec             | Slovénie           | m.t.               |
| 6                  | Samuel Sánchez             | Espagne            | + 17 s             |
| 7                  | Davide Rebellin            | Italie             | m.t.               |
| 8                  | Joaquim Rodríguez          | Espagne            | m.t.               |
| 9                  | Fränk Schleck              | Luxembourg         | + 19 s             |
| 10                 | José Antonio Redondo       | Espagne            | + 21 s             |

### 3eétape
| Résultat de l'étape | Résultat de l'étape | Résultat de l'étape | Résultat de l'étape |
| #                   | Cycliste            | Pays                | Temps               |
| ------------------- | ------------------- | ------------------- | ------------------- |
| 1                   | Ángel Vicioso       | Espagne             | en 4 h 04 min 06 s  |
| 2                   | Francisco Vila      | Espagne             | m.t.                |
| 3                   | Iker Camaño         | Espagne             | m.t.                |
| 4                   | Hubert Dupont       | France              | m.t.                |
| 5                   | Bram Tankink        | Pays-Bas            | m.t.                |
| 6                   | Isidro Nozal        | Espagne             | m.t.                |
| 7                   | José Luis Rubiera   | Espagne             | + 3 s               |
| 8                   | Morris Possoni      | Italie              | + 5 s               |
| 9                   | Jens Voigt          | Allemagne           | + 58 s              |
| 10                  | Iker Flores         | Espagne             | m.t.                |

| Classement général | Classement général         | Classement général | Classement général  |
| #                  | Cycliste                   | Pays               | Temps               |
| ------------------ | -------------------------- | ------------------ | ------------------- |
| 1                  | Ángel Vicioso              | Espagne            | en 12 h 39 min 58 s |
| 2                  | Bram Tankink               | Pays-Bas           | + 2 min 00 s        |
| 3                  | Juan José Cobo             | Espagne            | + 2 min 14 s        |
| 4                  | José Angel Gómez Marchante | Espagne            | + 2 min 20 s        |
| 5                  | Manuel Beltrán             | Espagne            | m.t.                |
| 6                  | Tadej Valjavec             | Slovénie           | + 2 min 29 s        |
| 7                  | Koldo Gil                  | Espagne            | m.t.                |
| 8                  | Joaquim Rodríguez          | Espagne            | + 2 min 31 s        |
| 9                  | Samuel Sánchez             | Espagne            | m.t.                |
| 10                 | Davide Rebellin            | Italie             | m.t.                |

### 4eétape
| Résultat de l'étape | Résultat de l'étape        | Résultat de l'étape | Résultat de l'étape |
| #                   | Cycliste                   | Pays                | Temps               |
| ------------------- | -------------------------- | ------------------- | ------------------- |
| 1                   | Jens Voigt                 | Allemagne           | en 4 h 32 min 15 s  |
| 2                   | José Angel Gómez Marchante | Espagne             | + 1 min 39 s        |
| 3                   | Alejandro Valverde         | Espagne             | + 1 min 53 s        |
| 4                   | Rinaldo Nocentini          | Italie              | m.t.                |
| 5                   | Damiano Cunego             | Italie              | m.t.                |
| 6                   | Cadel Evans                | Australie           | m.t.                |
| 7                   | Alberto Contador           | Espagne             | m.t.                |
| 8                   | Davide Rebellin            | Italie              | m.t.                |
| 9                   | Samuel Sánchez             | Espagne             | m.t.                |
| 10                  | Giampaolo Caruso           | Italie              | m.t.                |

| Classement général | Classement général         | Classement général | Classement général  |
| #                  | Cycliste                   | Pays               | Temps               |
| ------------------ | -------------------------- | ------------------ | ------------------- |
| 1                  | Ángel Vicioso              | Espagne            | en 17 h 14 min 26 s |
| 2                  | José Angel Gómez Marchante | Espagne            | + 1 min 46 s        |
| 3                  | Juan José Cobo             | Espagne            | + 1 min 54 s        |
| 4                  | Tadej Valjavec             | Slovénie           | + 2 min 09 s        |
| 5                  | Koldo Gil                  | Espagne            | m.t.                |
| 6                  | Joaquim Rodríguez          | Espagne            | + 2 min 11 s        |
| 7                  | Samuel Sánchez             | Espagne            | m.t.                |
| 8                  | Davide Rebellin            | Italie             | m.t.                |
| 9                  | Fränk Schleck              | Luxembourg         | + 2 min 13 s        |
| 10                 | Damiano Cunego             | Italie             | + 2 min 17 s        |

### 5eétape
| Résultat de l'étape | Résultat de l'étape | Résultat de l'étape | Résultat de l'étape |
| #                   | Cycliste            | Pays                | Temps               |
| ------------------- | ------------------- | ------------------- | ------------------- |
| 1                   | Juan José Cobo      | Espagne             | en 4 h 18 min 38 s  |
| 2                   | Samuel Sánchez      | Espagne             | + 1 min 03 s        |
| 3                   | Koldo Gil           | Espagne             | + 1 min 38 s        |
| 4                   | Davide Rebellin     | Italie              | + 1 min 50 s        |
| 5                   | Joaquim Rodríguez   | Espagne             | m.t.                |
| 6                   | Tadej Valjavec      | Slovénie            | m.t.                |
| 7                   | Fränk Schleck       | Luxembourg          | m.t.                |
| 8                   | Damiano Cunego      | Italie              | + 1 min 53 s        |
| 9                   | Ángel Vicioso       | Espagne             | + 1 min 55 s        |
| 10                  | Alejandro Valverde  | Espagne             | + 1 min 57 s        |

| Classement général | Classement général | Classement général | Classement général  |
| #                  | Cycliste           | Pays               | Temps               |
| ------------------ | ------------------ | ------------------ | ------------------- |
| 1                  | Juan José Cobo     | Espagne            | en 21 h 34 min 58 s |
| 2                  | Ángel Vicioso      | Espagne            | + 1 s               |
| 3                  | Samuel Sánchez     | Espagne            | + 1 min 20 s        |
| 4                  | Koldo Gil          | Espagne            | + 1 min 53 s        |
| 5                  | Tadej Valjavec     | Slovénie           | + 2 min 05 s        |
| 6                  | Joaquim Rodríguez  | Espagne            | + 2 min 07 s        |
| 7                  | Davide Rebellin    | Italie             | m.t.                |
| 8                  | Fränk Schleck      | Luxembourg         | + 2 min 09 s        |
| 9                  | Damiano Cunego     | Italie             | + 2 min 16 s        |
| 10                 | Alejandro Valverde | Espagne            | + 2 min 24 s        |

### 6eétape
| Résultat de l'étape | Résultat de l'étape        | Résultat de l'étape | Résultat de l'étape |
| #                   | Cycliste                   | Pays                | Temps               |
| ------------------- | -------------------------- | ------------------- | ------------------- |
| 1                   | Samuel Sánchez             | Espagne             | en 21 min 36 s      |
| 2                   | Alberto Contador           | Espagne             | + 2 s               |
| 3                   | Juan José Cobo             | Espagne             | + 4 s               |
| 4                   | Damiano Cunego             | Italie              | + 14 s              |
| 5                   | Alejandro Valverde         | Espagne             | + 22 s              |
| 6                   | Ángel Vicioso              | Espagne             | + 40 s              |
| 7                   | José Angel Gómez Marchante | Espagne             | + 41 s              |
| 8                   | Egoi Martínez              | Espagne             | + 47 s              |
| 9                   | Davide Rebellin            | Italie              | m.t.                |
| 10                  | Cadel Evans                | Australie           | + 55 s              |

## Évolution des classements
| Étape (Vainqueur)         | Classement général | Classement de la montagne | Classement par points | Classement par équipes |
| ------------------------- | ------------------ | ------------------------- | --------------------- | ---------------------- |
| 0Stage 1 (Juan José Cobo) | Juan José Cobo     | Aitor Hernandez           | Vicente Ballester     | Saunier Duval-Prodir   |
| 0Stage 2 (Manuel Beltrán) | Juan José Cobo     | Manuel Beltrán            | Vicente Ballester     | Saunier Duval-Prodir   |
| 0Stage 3 (Ángel Vicioso)  | Ángel Vicioso      | Aitor Hernandez           | Iker Flores           | Lampre-Fondital        |
| 0Stage 4 (Jens Voigt)     | Ángel Vicioso      | Aitor Hernandez           | Iker Flores           | Lampre-Fondital        |
| 0Stage 5 (Juan José Cobo) | Juan José Cobo     | Aitor Hernandez           | Iker Flores           | Saunier Duval-Prodir   |
| 0Stage 6 (Samuel Sánchez) | Juan José Cobo     | Aitor Hernandez           | Iker Flores           | Saunier Duval-Prodir   |
| 0Final                    | Juan José Cobo     | Aitor Hernandez           | Iker Flores           | Saunier Duval-Prodir   |